# 青木文教
青木 文教（あおき ぶんきょう､ 1886年（明治19年）9月28日 - 1956年（昭和31年）11月7日）は、日本のチベット研究者で僧侶。チベット＝西本願寺間の交換留学生としてチベットのラサ市に派遣され、ダライ・ラマ13世の教学顧問を務めた。

## 生涯
1886年、浄土真宗本願寺派末寺正福寺（現在の滋賀県高島市）生まれ。京都府立第二中学校から京都仏教大学（現龍谷大学）に入学。在学中の1910年（明治43年）、西本願寺法主・大谷光瑞の命でインドで仏教遺跡調査に従事し、1911年（明治44年）、ロンドンで教育事情調査に従事する。同年、清国のチベット進軍を逃れてインドのダージリンに亡命していたダライ・ラマ13世に謁見し、学僧ツァワ・ティトゥーを日本への留学生として同行する。
1912年（大正元年）にインドにて再度ダライ・ラマ13世に謁見し、「トゥプテン・ギャンツォ」のチベット名を与えられ、チベットへの入国を許される。ネパールからラサ入りを果たす。
多田等観とともにラサに滞在したが、多田等観がセラ寺で修行生活を送ったのに対し、青木文教はラサの街に居住し、特技の写真撮影の腕を活かして多くの当時のチベットの風景・文物を記録した。また、文法学や歴史学などを学ぶ傍ら、ダライラマ13世の教学顧問として近代化のための助言を行った。あわせて、チベット仏教を研究し、主にチベットの市井で多くのチベット仏教に関する文物を収集した。
雪山獅子旗のデザインもする。また今に言うバックパッカー的な存在だったとも伝う矢島保治郎が当時のチベットの軍事顧問であったとして共にデザインへ関与した説もある。

雪山獅子旗

1916年（大正5年）帰国。ラサを去るに際して、ダライ・ラマ13世からサンビリクト（別名パンディタ）の学位を受ける。1917年（大正6年）に河口慧海の持ち帰ったチベット大蔵経の所有権をめぐり、青木文教と慧海との間で論争が起きる（大正の玉手箱事件）。この論争により、青木は孤立した立場に追い込まれた。1918年から東南アジア、満州方面と日本を往来した。1929年以降は大谷光瑞のもとを離れ、機関誌『大乗』の編集と生家の正福寺住職を務めながら、チベット研究を行った。
1941年（昭和16年）から終戦まで外務省調査部嘱託職員としてチベット問題研究に従事。戦後は連合国軍総司令部民間情報教育局に勤務した後、1951年多田等観の後任として東京大学文学部チベット語講師となった。

## 著書
- 『西蔵遊記 秘密之国』内外出版、1920年
  - 『秘密の国 西蔵遊記』中公文庫、1990年。ISBN 4-12-201683-5（上記の改訂版、佐藤長解説）
  - 『秘密国チベット』芙蓉書房、1995年。ISBN 4-8295-0157-X（新版）
  - 『秘密の国・西蔵遊記』慧文社、2016年。ISBN 978-4-86330-168-9 （改訂新版）
- 『西蔵文化の新研究』有光社、1940年
  - 『西蔵』芙蓉書房、1969年、再版1975・1987年（第1部『西蔵遊記　秘密之国』、第2部『西蔵文化の新研究』）
  - 『西蔵文化の新研究』慧文社、2015年。ISBN 978-4-86330-053-8（改訂新版、日高彪校訂）
- 『西蔵の民族と文化』高原社、1942年
  - 『西蔵の民族と文化』慧文社、2009年。ISBN 978-4-86330-025-5（改訂新版）
- 『西蔵問題』外務省調査局第二課(編)〈調：第245号〉、1943年。
  - 『西蔵問題―青木文教外交調書』慧文社、2009年。ISBN 978-4-86330-024-8（上記他2篇所載、改訂新版）
- 『大無量寿経国訳　西蔵原本』光寿会、1928年
- 『西蔵全誌』長野泰彦・高本康子編・校訂、芙蓉書房出版、2010年。ISBN 978-4-8295-0479-6

## 資料
国立民族学博物館（大阪吹田市）・東京大学図書室・龍谷大学大宮学舎図書室には、ダライ・ラマ13世の書簡やチベットから請来したコレクションが所蔵されている。
- 『青木文教師将来チベット民族資料目録』長野泰彦編　国立民族学博物館・研究報告別冊1、千里文化財団 1983年